# Port mirroring
Port mirroring is een methode die wordt gebruikt in een  switch om een kopie van alle pakketten van een bepaalde switchpoort naar een andere switchpoort te sturen.  Doorgaans is deze andere switchpoort aangesloten op een monitoringsysteem zoals een intrusion detection system zodat netwerkbeheerders kunnen constateren of er zich anomaliteiten in het netwerk voordoen. Verschillende fabrikanten van netwerkapparatuur hanteren verschillende aanduidingen voor deze methode, zo noemt Cisco Systems het Switchport Analyzer (SPAN) en 3Com Roving Analysis Port (RAP)